# Blaise-sous-Hauteville
Pour les articles homonymes, voir Blaise et Hauteville.
Blaise-sous-Hauteville est une ancienne commune française du département de la Marne en région Grand Est.

## Géographie
Comme son nom l'indique, cette ancienne commune est située sous Hauteville. La Blaise coule au sud du village qui est traversé par les routes D57 et D60.

## Toponymie
Anciennement mentionné : Blesia villa en 1141, Bloise dessoubz Haulteville-en-Pertois en 1384, Blesia en 1405, Bloise-soubz-Haulteville en 1456, Bloyse-soubz-Hauteville en 1459, Blaize-soubz-Aulte-ville en 1521, Blaize en 1642, Blaise-sur-Hauteville en 1676.

Peut-être issu du celtique *blet « loup » et du suffixe roman -ia : (aqua) *bletia «(cours d'eau) du loup ».
Comme son nom l'indique, cette ancienne commune est située sous Hauteville. La Blaise coule au sud du village.

## Histoire
Le 1er janvier 1966, la commune de Blaise-sous-Hauteville est rattachée à celle des Grandes-Côtes sous le régime de la fusion simple.

## Démographie
| 1793 | 1800 | 1806 | 1821 | 1831 | 1836 | 1841 | 1846 | 1851 |
| ---- | ---- | ---- | ---- | ---- | ---- | ---- | ---- | ---- |
| 172  | 208  | 231  | 225  | 221  | 231  | 249  | 235  | 227  |

| 1856 | 1861 | 1866 | 1872 | 1876 | 1881 | 1886 | 1891 | 1896 |
| ---- | ---- | ---- | ---- | ---- | ---- | ---- | ---- | ---- |
| 185  | 194  | 185  | 160  | 168  | 161  | 160  | 144  | 137  |

| 1906 | 1911 | 1921 | 1926 | 1931 | 1936 | 1946 | 1954 | 1962 |
| ---- | ---- | ---- | ---- | ---- | ---- | ---- | ---- | ---- |
| 125  | 141  | 102  | 80   | 84   | 90   | 88   | 96   | 74   |

## Monuments
- Lavoir
- Moulin